# Geranín A
Geranin A con fórmula química C30H24O10, es una proantocianidina tipo A del  subtipo propelargonidina. Su estructura es epi-afzelequina - (4β → 8, 2β → O → 7)-afzelequina.
Geranin A y B se pueden encontrar en Geranium niveum y muestran  actividad antiprotozoario.